# فندق غورنيرغات كولم

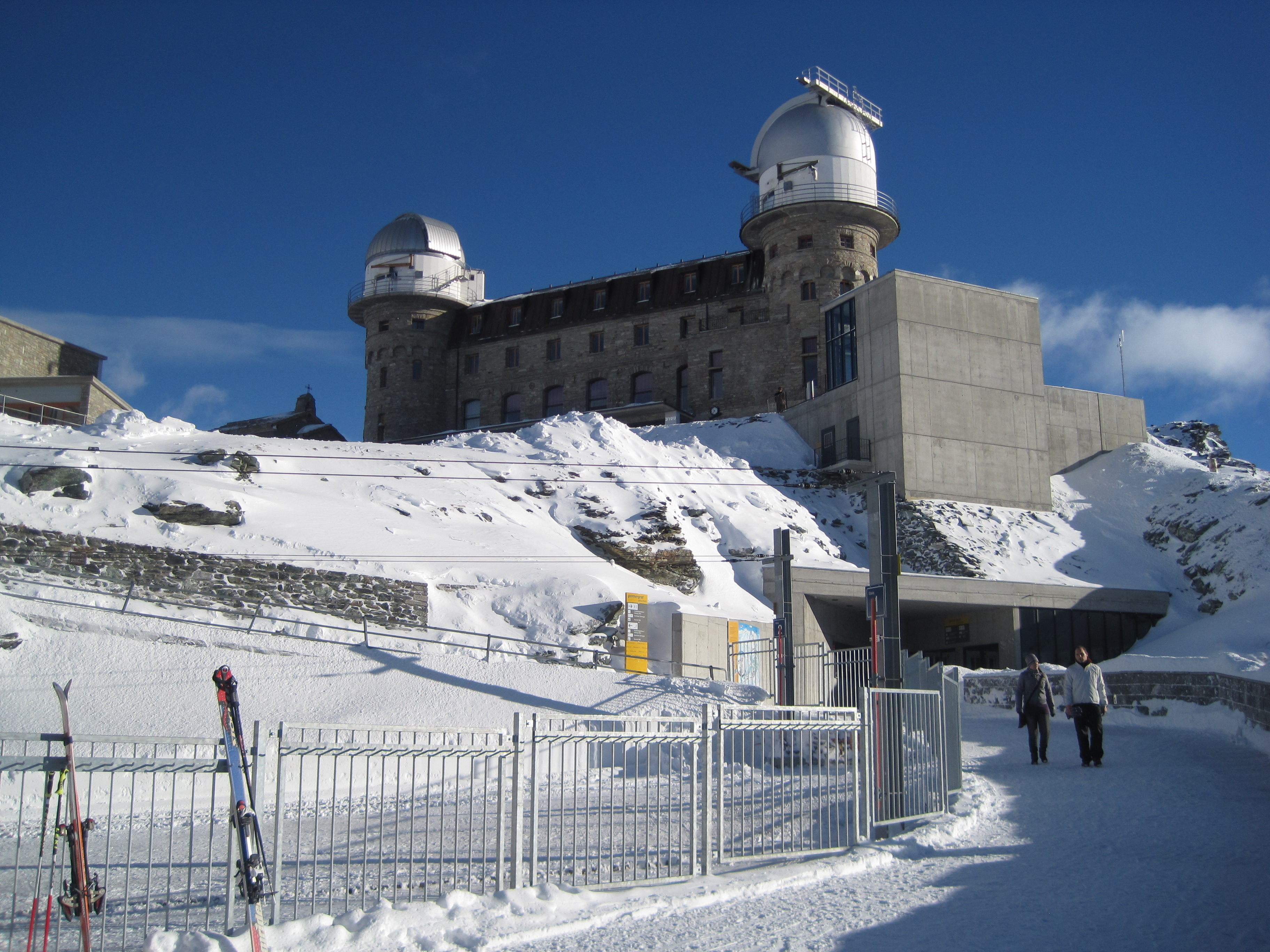
منظر من محطة القطار (الجهة الغربية)

فندق جورنيرجرات كولم هو فندق ومرصد يقع في غورنيرغات، بارتفاع 3,120 متر عن سطح البحر. يمكن الموصول إلى من زيرمات عبر قطار غورنيرغات. الفندق يحتوي على مرصد ومطعمين و مركز تجاري.
بني الفندق في عام 1896، قبل سنتين من الانتهاء من سكة قطار غورنيرغات. كما ازدات تدفق السياحي فيه لذا توسع مابين عام 1897 و1907. بنيت قبة على كل من برجيه في عام 1996 تم تركيب تلسكوب KOSMA في البرج الجنوبي وتلسكوب Gornergrat Infrared في القبة الشمالية.